# 瑞典死亡金屬新浪潮
瑞典死亡金屬新浪潮（英語：New Wave of Swedish Death Metal，縮寫為NWOSDM）是90年代早期在瑞典發起的重金屬音樂運動，特別是在哥登堡和斯德哥爾摩這兩個大城市。80年代後期開始，許多斯堪地那維亞半島的死亡金屬樂團轉為在旋律性上發展，變化出獨特的音樂風格。它受到英國重金屬新浪潮的部分啟發，這股運動迅速衍生出的旋律死亡金屬，又繼續推動了美式金屬新浪潮，因此在重金屬音樂發展史上具有承先啟後的關鍵作用。

## 背景
不同於美國的死亡金屬，瑞典死亡金屬最早是根植於龐克搖滾，尤其是硬核與硬核龐克的影響。同時也受到挪威的黑金屬影響。1983年成立的瑞典樂團蝙蝠學是影響黑金屬的重要樂團，並且是啟發瑞典極端金屬的典範之一。80年代後期，哥登堡和斯德哥爾摩出現第一波瑞典死亡金屬樂團，特別是大屠殺和虛無主義，這兩支樂團在90年代來臨前夕分裂成天葬、肢解與被釋等樂團。他們的共同點是使用大量失真音色、聽來有如電鋸般的吉他聲，音階通常是C♯或更低。另一些樂團如血洗、異教徒和厭惡都是典型的瑞典死亡金屬。AllMusic樂評史都華·梅森表示：「瑞典的死亡金屬越來越富旋律性，除了講究技術性的精準吉他聲線，也融合了後硬核的侵略感和黑金屬的神祕氣息」。

## 形成浪潮
在哥登堡和斯德哥爾摩，同時有另一些輾核樂團開始加入前衛搖滾元素，他們的風格也被納入瑞典的死亡金屬。進入90年代後，繼續出現了寂靜黑暗、沉淪關頭、妖域魔神和烈焰邪神等樂團，他們加入英國重金屬新浪潮的旋律，在這兩個大城市中開始凝聚成旋律死亡金屬

。他們的音樂特色為北歐式的冷峻氣氛，並兼具死亡金屬的「殘暴轟擊」與速度金屬的「優美旋律」，交織成廣受金屬樂迷喜愛的「暴力美學」。並且在編曲上較為縝密，而且十分強調旋律性、侵略性和技術性，樂器編制上也稍微複雜，往往會有雙吉他與大量鍵盤的運用。英國音樂評論家蓋瑞·夏普揚認為，這些哥登堡樂團拯救了死亡金屬的商業市場：「哥登堡成為新的音樂景點，而且這個新風格又為重金屬音樂注入了強心針，使它獲得更強的生命力」。
這股浪潮引起北歐許多的旋律死亡金屬樂團出現，例如偽教亡魂、維京戰神、死神之子、邪神大敵、理智邊緣、皇冠、黑暗恐懼、撒旦之作、世界末日、猛鬼入侵、零度空間、黑檀之淚、聖餐、天火、混濁傷痕、阿凡達等，並持續至今。由於很多旋律死亡金屬樂團都是在哥登堡成立，又稱為哥登堡金屬或哥登堡之聲。而英國輾核樂團狂獸屍身也被視為旋律死亡金屬的開拓者之一。

## 影響
這股運動產生的全新音樂風格在全球日益普及，例如美國的屠殺理論、嗜血大帝，西班牙的毀滅之砧，澳洲的貝拉寇，台灣的烙印之日，芬蘭的幻影，日本的血跡之子，丹麥的魔獸雄獅，希臘的夜幕低垂，瑞士的懾魂史詩，新加坡的鬼使神差，德國的驚懼思潮，加拿大的痛苦處女等。
除此之外，這股浪潮還影響了金屬核及旋律金屬核的成形，如終極殺戮、魅影魔星和混種魔獸。史都華·梅森注意到它非常受金屬音樂圈歡迎，尤其是美國，他使用了「瑞典核」這個詞彙，用來形容這一大批演奏斯堪地那維亞半島金屬風格的非北歐樂團。